# Epitonium sawinae
Epitonium sawinae är en snäckart som först beskrevs av Dall 1903.  Epitonium sawinae ingår i släktet Epitonium och familjen vindeltrappsnäckor. Inga underarter finns listade i Catalogue of Life.